# Nieborak
Nieborak (ok. 1220 m) – garb w północno-wschodniej grani Kasprowego Wierchu w polskich Tatrach Zachodnich, pomiędzy Nosalową Przełęczą (1102 m) a Wysokim (1287 m), od którego oddzielony jest przełączką wciętą zaledwie na ok. 3 m. Zachodnie stoki Nieboraka opadają do Doliny Bystrej, wschodnie do Doliny Olczyskiej. Jest całkowicie zalesiony. W północnym kierunku opada spod jego wierzchołka depresja, niżej przechodząca w żleb opadający w północno-zachodnim kierunku do Doliny Bystrej. Spływa nim potok uchodzący pod Nosalem do sztucznego zbiornika przed tamą na Bystrej.
Przez szczyt Nieboraka nie prowadzi żaden znakowany szlak, a jedynie nieznakowana ścieżka z Nosalowej Przełęczy na Skupniów Przechód, gdzie łączy się ze znakowanym, bardzo popularnym szlakiem turystycznym z Kuźnic do Doliny Gąsienicowej. Natomiast stokami wschodnimi prowadzi nartostrada.

## Nartostrada
– jednokierunkowa z Doliny Gąsienicowej przez Królowy Grzbiet i Skupniów Upłaz na Nosalową Przełęcz